# Hoja de ruta
Una hoja de ruta es un documento en el que constan las instrucciones y los incidentes de un viaje o transporte de personas o mercancías. Este es el significado aceptado por la RAE.
Sin embargo se ha popularizado desde principios del siglo XXI su uso por parte de la clase política y de los medios de comunicación como traducción del término inglés roadmap, cuando en realidad este término se refiere en el ámbito anglosajón a una planificación o agenda de algo. Por tanto se usa hoja de ruta cuando en realidad se quiere decir plan, planificación, agenda, programación, etc.